# 維丘肯

維丘肯（西班牙語：Vichuquén），是智利的城鎮，位於該國中部馬烏萊大區的庫里科省，始建於1585年，面積425.7平方公里，海拔高度72米，2012年人口4,335人，人口密度每平方公里11.54人。
34°53′S 72°0′W / 34.883°S 72.000°W